# 1-я армия (Великобритания)
Первая армия (англ. First Army) — воинское формирование британской армии, существовавшее во время Первой и Второй мировых войн. Во время Первой мировой войны в её состав входили индийские и португальские войска, во время Второй мировой — американские и французские.

## Первая мировая война
1-я армия входила в состав Британской армии в Первой мировой войне. Она была сформирована 26 декабря 1914 года после разделения корпуса Британских экспедиционных сил на 1-ю армию генерал-лейтенанта Дугласа Хейга и 2-ю армию генерала Горация Смита-Дорриена. В состав 1-й армии вошли три армейских корпуса: 1-й, 4-й и Индийский.
В марте 1915 года в начале битвы при Нев-Шапель части 1-й армии продвинулись на 1200 ярдов, прежде чем британское наступление выдохлось. В мае 1916 года в битве на хребте Рими и в июне при Фромелле 1-я армия понесла большие потери. С 1917 года в состав армии входил также Португальский экспедиционный корпус. Части армии участвовали в Стодневном наступлении в конце войны.

## Вторая мировая война
Во время Второй мировой войны 1-я армия была воссоздана 8 ноября 1942 года для управления американско-британскими сухопутными силами, высадившимися во французской Северной Африке. Армией командовал генерал-лейтенант сэр Кеннет Андерсон. 9 ноября был образован штаб после того, как Андерсон прибыл в Алжир для командования Восточными оперативными силами (англ. Eastern Task Force).
Первоначально 1-я армия состояла только из американских и британских соединений, но затем после сдачи французских коллаборационистов в Африке состав 1-й армии пополнился перешедшими на сторону союзников французскими частями. В конечном итоге армия выросла до четырех корпусов: 2-го американского, 5-го и 9-го британских и 19-го французского.
После успешной высадки войска Андерсона были брошены на восток, пытаясь взять Тунис и Бизерту до подхода немецких крупных сил, однако потерпели неудачу. В связи с этим им пришлось затратить некоторое время, чтобы значительно улучшить собственное материально-техническое обеспечение. К тому моменту, когда части 8-й британской армии генерала сэра Бернарда Монтгомери достигли границы Туниса с востока после погони за Африканским корпусом Эрвина Роммеля и после битвы при Эль-Аламейне, 1-я армия восстановила свою боеспособность.
При поддержке элементов 12-го тактического авиационного командования Армейской авиации США и 242-й авиагруппы ВВС Великобритании 1-я армия сыграла основную роль в наступлении 18-й армейской группы генерала Гарольда Александра в ходе Тунисской кампании и разгроме сил оси в Северной Африке. В мае 1943 года усилиями 1-й армии состоялась капитуляция Группы армий «Африка» под командованием Роммеля, что по количеству пленных не уступало Сталинградской битве. Вскоре после капитуляции Роммеля 1-я армия была расформирована как полностью выполнившая свои задачи.

## Командиры

### Первая мировая война
- 26 декабря 1914 — 22 декабря 1915: генерал сэр Дуглас Хейг
- 22 декабря 1915 — 4 февраля 1916: генерал сэр Генри Роулинсон
- 4 февраля — 7 августа 1916: генерал сэр Чарльз Монро
- 7 августа — 30 сентября 1916: генерал-лейтенант сэр Ричард Хейкинг[англ.] и. о.
- 30 сентября 1916 — 1918: генерал сэр Генри Хорн[англ.]

### Вторая мировая война
- Июль — август 1942: генерал-лейтенант Эдмон Шрайбер[англ.][4][5]
- Август 1942 — июль 1943: генерал-лейтенант Кеннет Андерсон[6]